# Lara Grice
Lara Grice (New Orleans, 11 agosto 1971) è un'attrice statunitense, nota per Professione assassino, The Final Destination 3D e Déjà vu - Corsa contro il tempo.

## Biografia
È nata a New Orleans, in Louisiana, Grice ha iniziato la sua carriera studiando all'Università di Dallas, dove ha conseguito una laurea in recitazione. È apparsa in film con le star della WWE John Cena, Rob Van Dam e Paul Wight.

## Filmografia

### Cinema
- La giuria (Runaway Jury), regia di Gary Fleder (2003)
- Il mio amico a quattro zampe (Becasue of Winn-Dixie), regia di Wayne Wang (2005)
- Hazzard, regia di Jay Chandrasekhar (2005)
- Baciati dalla sfortuna (Just My Luck), regia di Donald Petrie (2006)
- Déjà vu - Corsa contro il tempo, regia di Tony Scott (2006)
- I segni del male (The Reaping), regia di Stephen Hopkins (2007)
- Soul Men, regia di Malcolm D.Lee (2008)
- Pericolosamente bionda (Major Movie Star), regia di Steve Miner (2008)
- 12 Round, regia di Renny Harlin (2009)
- The Final Destination 3D, regia di David R. Ellis (2009)
- Professione inventore (Father of Invention), regia di Trent Cooper (2010)
- Welcome to the Rileys, regia di Jake Scott (2010)
- Legendary, regia di Mel Damski (2010)
- Knucklehead - Testa di cavolo (Knucklehead),regia di Michael W.Watkins (2010)
- Professione assassino (The Mechanic), regia di Simon West (2011)
- Una ragazza a Las Vegas (Lat the Favorite), regia di Stephen Frears (2012)
- Joker - Wild Card, regia di Simon West (2015)
- The Runner, regia di Austin Stark (2015)
- La grande scommessa (The Big Short), regia di Adam McKay (2015)
- Bad Moms: Mamme molto cattive (Bad Moms), regia di Jon Lucas e Scott Moore (2016)
- Una doppia verità (The Whole Truth), regia di Courtney Hunt (2016)
- Free State of Jones, regia di Gary Ross (2016)
- Inganno perfetto (Indiscretion), regia di John Stewart Muller (2016)
- Logan: The Wolverine (Logan), regia di James Mangold (2017)
- Il viaggio delle ragazze (Girls Trip), regia di Malcolm D. Lee (2017)
- Barry Seal - Una storia americana (American Made), regia di Doug Liman (2017)
- American Animals, regia di Bart Layton (2018)
- Think Like a Dog, regia di Gil Junger (2020)
- Body Cam, regia di Malik Vitthai (2020)
- Il blindato dell'amore (The Pickup), regia di Tim Story (2025)

### Televisione
- Unsolved Mysteries – serie TV , episodio 1x27 (1989)
- Orleans – serie TV, 5 episodi (1997)
- Una star in periferia (Stuck in the Suburs), regia di Savage Steve Holland – film TV (2004)
- Invasion - il giorno delle Locuste (Locusts), regia di David Jackson – film TV (2005)
- Un anno senza Babbo Natale (The Year Without a Santa Claus), regia di Ron Underwood – film TV (2006)
- Cheerleader Scandal, regia di Tom McLoughlin – film TV (2008)
- Treme – serie TV, 14 episodi (2010-2012)
- Bonnie & Clyde – miniserie TV, 1 puntata (2013)
- Salem – serie TV, 10 episodi (2014)
- Ravenswood – serie TV, episodio 1x08 (2014)
- American Horror Story – serie TV, 2 episodi (2014)
- Scream Queens – serie TV, episodio 1x13 (2015)
- Scream – serie TV, episodio 1x08 (2015)
- Filthy Rich – serie TV, 3 episodi (2020)

## Doppiatrici italiane
Nelle versioni in italiano delle opere in cui ha recitato, Lara Grice è stata doppiata da:
- Manuela Festuccia in George Foreman - Cuore da leone[1]